# Manuel Uribe
Manuel Uribe Garza (* 11. Juni 1965 in Monterrey, Mexiko; † 26. Mai 2014 ebenda) war einer der schwersten Männer in der medizinischen Geschichte.
Nach Erreichen eines Höchstgewichts von ungefähr 592 kg im Jahr 2001 erhielt er einen Eintrag im Guinness-Buch der Rekorde. Er war zu diesem Zeitpunkt unfähig, sein Bett zu verlassen. Uribe konnte mit Hilfe von Ärzten und Ernährungswissenschaftlern (Sears-Diät) sein Körpergewicht reduzieren. Er selbst setzte sich das Ziel, bis auf 120 kg abzunehmen.

## Leben
Uribe war seit seiner Kindheit übergewichtig: Als Jugendlicher wog er schon 115 kg, im Alter von 22 Jahren 130 kg. Er arbeitete als Büromaschinenmechaniker. 1987 heiratete er das erste Mal. Uribe lebte von 1987 bis 2000 als illegaler Einwanderer in den Vereinigten Staaten, zuerst in Florida und später in Dallas (Texas). Seinen Lebensunterhalt bestritt er dort mit der Reparatur von PCs und anderen Büromaschinen. In diesem Zeitraum nahm er am meisten an Gewicht zu. Im Sommer 2002 wurde er bettlägerig und von seiner mit ihm zusammenlebenden Mutter gepflegt. Die Ehe wurde zwei Jahre später geschieden. Im Jahr 2007 wog er 561 kg. Bis zum April 2008 hatte er sein Gewicht um 192 kg auf etwa 369 kg reduziert. Im Oktober 2008 heiratete er in zweiter Ehe seine langjährige Partnerin. Die Hochzeit wurde vom US-Fernsehsender Discovery Channel live übertragen. Im Februar 2012 betrug sein Gewicht 368 kg. Manuel Uribe war Anfang Mai 2014 wegen Herzrhythmusstörungen in eine Klinik in Monterrey eingeliefert worden. Er starb am 26. Mai 2014 im Krankenhaus 48-jährig mit 394 kg Gewicht nach einem mehr als dreiwöchigen Aufenthalt.
Nachdem er bettlägerig geworden war, verließ er nur noch zweimal seine Wohnung: einmal zu seiner Hochzeit 2008 und einmal bei seiner Einlieferung ins Krankenhaus 2014. Beide Male musste der mexikanische Zivilschutz Uribe mit einem Kran aus dem Haus hieven.
Uribe gründete eine Stiftung, welche vor den Folgen von Adipositas warnte.
Manuel Uribes Körpergröße betrug 1,96 m.